# Sacrower See und Königswald
Sacrower See und Königswald este o arie protejată (arie specială de conservare — SAC, sit de importanță comunitară — SCI) din Germania întinsă pe o suprafață de 801,37 ha, integral pe uscat.

## Localizare
Centrul sitului Sacrower See und Königswald este situat la coordonatele 52°26′29″N 13°05′38″E / 52.4414°N 13.0939°E.

## Înființare
Situl Sacrower See und Königswald a fost declarat sit de importanță comunitară în februarie 1999 pentru a proteja 1 specie de animale. Situl a fost protejat și ca arie specială de conservare în martie 1941.

## Biodiversitate
Situată în ecoregiunea continentală, aria protejată conține 6 habitate naturale: Lacuri eutrofice naturale cu vegetație de tip Magnopotamion sau Hydrocharition, Păduri de fag Luzulo-Fagetum, Păduri de stejar sau de stejar și carpen sub-atlantice și medio-europene de Carpinion betuli, Păduri de stejar și carpen Galio-Carpinetum, Păduri acidofile de stejar bătrân cu Quercus robur pe câmpii nisipoase, Păduri aluvionare cu Alnus glutinosa și Fraxinus excelsior (Alno-Padion, Alnion incanae, Salicion albae).
La baza desemnării sitului se află o specie protejată de  păsări: cuc (Cuculus canorus).
Pe lângă speciile protejate, pe teritoriul sitului au mai fost identificate 4 specii de plante, 1 specie de amfibieni.